# Portói metró
A Portói metró (portugál nyelven: Metro do Porto) Portugália Portó városában található metróhálózat. Hat vonalból áll, melyen 82 állomás található, a hálózat teljes hossza 67 km.
A vágányok 1435 mm-es nyomtávolságúak, az áramellátás felsővezetékről történik, a feszültség 750 V egyenáram.  Üzemeltetője a ViaPorto.
A forgalom 2002. december 7-én indult el.

## Vonalak
| Metro do Porto | Metro do Porto                           | Metro do Porto    | Metro do Porto | Metro do Porto       | Metro do Porto                        |
| Vonal          | Vonal                                    | Hossz             | Állomások      | Megnyitás            | Járművek                              |
| -------------- | ---------------------------------------- | ----------------- | -------------- | -------------------- | ------------------------------------- |
|                | Estádio do Dragão – Senhor de Matosinhos | 15,6 km (9,7 mi)  | 23             | 2002. december 7.    | Bombardier Flexity Outlook (Eurotram) |
|                | Estádio do Dragão – Póvoa de Varzim      | 33,6 km (20,9 mi) | 35             | 2005. március 13.    | Bombardier Flexity Swift              |
|                | Campanhã – ISMAI                         | 19,6 km (12,2 mi) | 24             | 2005. július 30.     | Bombardier Flexity Swift              |
|                | Hospital São João – Santo Ovídio         | 9,2 km (5,7 mi)   | 16             | 2005. szeptember 18. | Bombardier Flexity Outlook (Eurotram) |
|                | Trindade – Aeroporto                     | 13,1 km (8,1 mi)  | 21             | 2006. május 27.      | Bombardier Flexity Outlook (Eurotram) |
|                | Fânzeres – Senhora da Hora               | 17,4 km (10,8 mi) | 24             | 2011. január 2.      | Bombardier Flexity Outlook (Eurotram) |
|                | Ribeira – Batalha                        | 0,3 km (0,19 mi)  | 02             | 2004. február 19.    | Guindais sikló                        |